# Silonia silondia
Silonia silondia és una espècie de peix de la família dels esquilbèids i de l'ordre dels siluriformes.

## Morfologia
- Els mascles poden assolir 183 cm de longitud total.[1][2]

## Reproducció
És ovípar i els ous no són protegits pels pares.

## Hàbitat
És un peix demersal i de clima tropical (23 °C-26 °C).

## Distribució geogràfica
Es troba a Àsia: el Pakistan, l'Índia, Bangladesh, el Nepal i, possiblement també, Myanmar.